# 青木一貞
青木 一貞（あおき かずさだ）は、江戸時代後期の大名。摂津国麻田藩の第10代藩主。官位は従五位下・甲斐守。

## 生涯
安永5年（1776年）、第9代藩主・青木一貫の四男として誕生した。生母が正室かつ先代・青木一新の娘であったため嫡子とされた。佐野健行・設楽貞喬・米津政佑の3人の異母兄は、佐野義行・設楽貞猶・米津政従にそれぞれ養子に出された。
天明6年（1786年）8月21日、一貫の死去により家督を相続する。寛政5年（1793年）11月1日、11代将軍・徳川家斉に御目見する。同年12月16日、従五位下・出羽守に叙任する。後に甲斐守に改める。寛政年間に藩校・直方堂を創設している。文政4年（1821年）7月21日、隠居して長男の重龍に家督を譲った。以後、不老斎と号した。
天保2年（1831年）、死去。享年56。

## 系譜
- 父：青木一貫（1734年 - 1786年）
- 母：お薗 - 青木一新の娘
- 正室：春 - 佐竹義忠の娘
- 継室：徽姫 - 池田定常の娘
- 生母不明の子女
  - 長男：青木重龍（1800年 - 1858年）
  - 次男：谷衛昉（1811年 - 1884年） - 谷衛弥の養子
  - 六男：青木一興（1822年 - 1849年） - 青木重龍の養子
  - 五女：鏗 - 小出英明室、のち石河光晃継室